# Mario de Maria
Mario de Maria, noto anche con lo pseudonimo di Marius Pictor (Bologna, 9 settembre 1852 – Bologna, 18 marzo 1924), è stato un pittore e architetto italiano.

## Biografia
Figlio di Fabio, medico e collezionista d'arte, e di Caterina Pesci, nacque in una famiglia nobile che si era distinta in ambito culturale: il bisnonno era Vincenzo de Maria, violinista e direttore d'orchestra a San Pietroburgo, mentre il nonno era Giacomo De Maria, noto scultore neoclassico.
Nonostante i genitori lo avessero voluto medico, de Maria seguì le proprie inclinazioni e inizialmente si indirizzò verso gli studi musicali. In seguito si interessò di pittura iscrivendosi all'Accademia di belle arti di Bologna dove seguì con scarsa regolarità e una certa insofferenza - tipica del suo carattere - i corsi di Antonio Piccinelli. Deluso dagli ambienti bolognesi che reputava ancora chiusi di fronte alle innovazioni del linguaggio figurativo, approfondì la sua amicizia con Luigi Serra il quale lo avvicinò ai macchiaioli e all'arte quattrocentesca. Insieme a lui ed agli amici Raffaele Faccioli e Giovanni Bedini viaggiò in Austria, Germania e Francia.
Espose per la prima volta a Bologna nel 1874 e a Livorno nel 1876.
Nel 1878 soggiornò per un periodo a Parigi dove seguì le opere dei pittori della scuola di Barbizon e visitò l'Esposizione Universale.
Nel 1882 lasciò Bologna per portarsi a Roma dove aprì uno studio in via Margutta, nello stesso stabile in cui lavoravano Nino Costa e Vincenzo Cabianca. Vi rimase sino al 1891 distinguendosi durante varie esposizioni, in particolare durante la mostra del gruppo "In arte libertas" del 1886. In questa occasione fu invitato da Gabriele D'Annunzio a lavorare all'editio picta della raccolta poetica Isaotta Guttadauro ed altre poesie: de Maria vi lasciò due illustrazioni, per L'Alunna ed Eliana rispettivamente. 
Il sodalizio con il "In arte libertas" terminò nella primavera del 1888 a causa di alcuni screzi con altri pittori, specialmente con Onorato Carlandi.

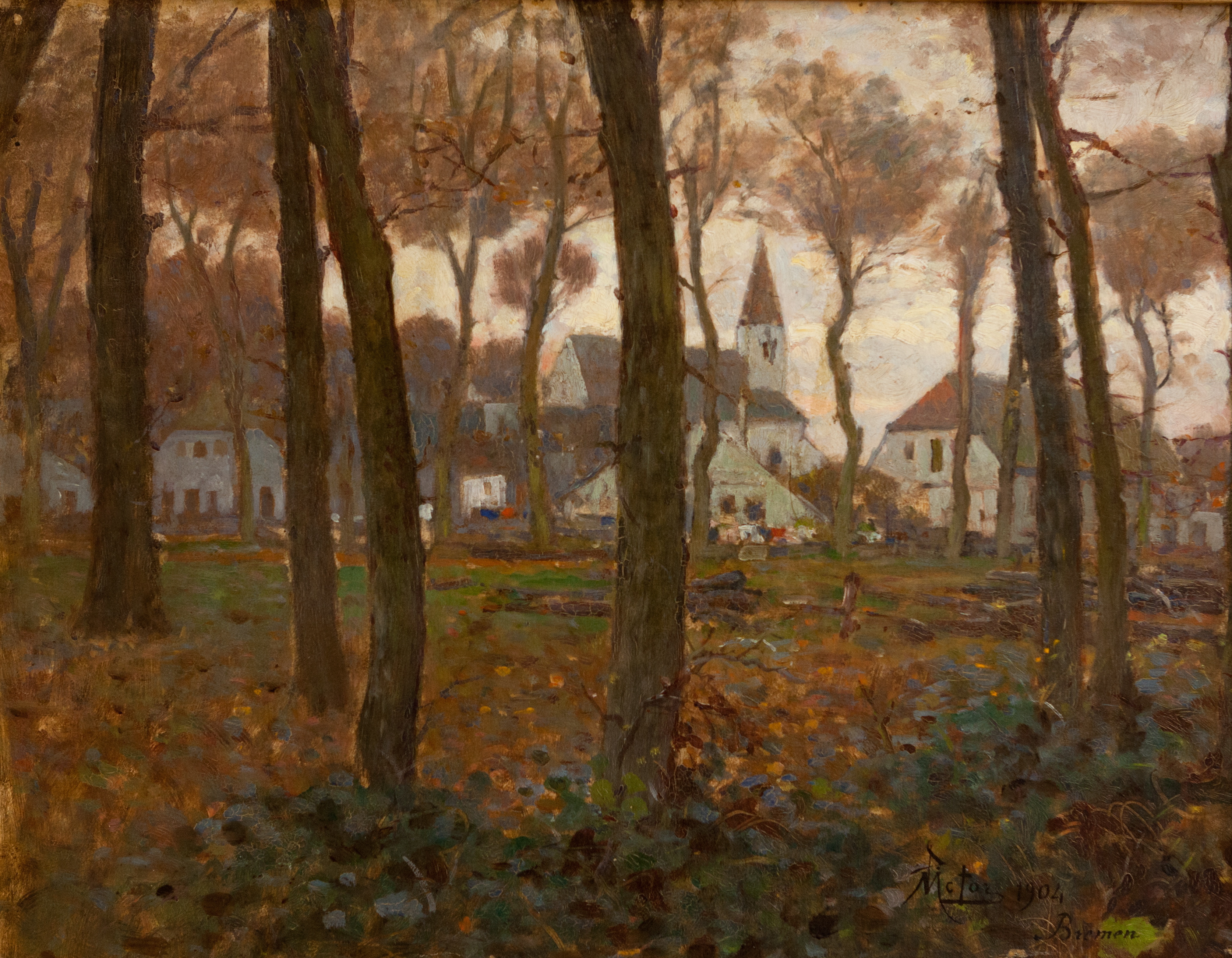
Bremen, 1904.

A partire dal 1889 si trovò frequentemente in Germania. A Berlino partecipò all'Esposizione Internazionale, dove l'imperatore Federico III acquistò il suo Peste a Roma nel Seicento. L'anno successivo sposò la pittrice Emilia Voight di Brema, conosciuta l'anno prima a Vallombrosa, che gli darà Astolfo e Silvia.
Massone, non si sa dove e quando sia stato iniziato, ma il 10 giugno 1890 fu affiliato Maestro massone nella Loggia Rienzi di Roma.
Nel 1892 si trasferì a Venezia nei pressi dello squero di San Trovaso. In laguna fu assorbito dallo studio della scuola veneta e dalla partecipazione alla vita culturale, animata, tra gli altri, da D'Annunzio e da Eleonora Duse. È in questi ambienti che nel 1894 partecipa con Antonio Fradeletto, Riccardo Selvatico, Bartolomeo Bezzi e Giovanni Bordiga alla progettazione della Biennale nella quale si distinse sia come organizzatore che come artista, esponendo regolarmente fino al 1922.
Nel frattempo cominciò a viaggiare per il Nord Europa per studiare i maestri del Seicento e in particolare Rembrandt.
La morte della figlia Silvia, nel 1905, gli provocò un periodo di grave depressione. Ricoverato in una clinica svizzera, riuscì a riprendersi solo qualche anno dopo grazie allo sprone della moglie e degli amici che lo convinsero a riprendere il lavoro artistico. Nel 1909, tornato ormai in piena attività, organizzò una mostra personale alla Biennale di Venezia.
Nel 1911 espose alle Sale Ricordi di Porta Monforte a Milano accanto agli emergenti futuristi. Durante questo evento fu duramente criticato dai pittori moderni perché ritenuto "passatista".
È del 1913 l'inaugurazione della sua casa dei Tre Oci alla Giudecca, realizzata in ricordo della figlia scomparsa: i "tre occhi" (finestroni) della facciata simboleggiano lui stesso, la moglie e il figlio superstite, mentre la defunta è rappresentata da una bifora che li sovrasta.
Nel periodo successivo, emarginato dalla società veneziana, preferì vivere tra Asolo e Bologna, città in cui morì, pressoché dimenticato.
È sepolto nella tomba di famiglia nel Chiostro V del cimitero monumentale della Certosa di Bologna.
Nel 2024 il Museo Ottocento Bologna gli ha dedicato la mostra Ombra Cara. Mario de Maria detto Marius Pictor.